# قسطنطين سلامة
قسطنطين سلامة (1893-1990) هو رجل أعمال فلسطيني، ومؤسس حي الطالبية في القدس. هاجر إلى بيروت بسبب نكبة عام 1948، وهو صاحب الفيلا التي يسكنها حالياً رئيس وزراء اسرائيل. توفي في بيروت عام 1990.

## حي الطالبية
بعد الحرب العالمية الأولى، اشترى قسطنطين أرضًا من بطريركية الروم الأرثوذكس لبناء حي مرموق لمسيحيي الشرق الأوسط في الطالبية ذوي الثقافة العالية من المربين والمعلمين ورجال الأعمال وأصحاب المهن الحرة، وبنى منزلين سكنيين له ولأخيه حَنا خلال الفترة الواقعة بين (1920-1930). وقام ببناء الفيلا الواقعة في شارع 21 بلفور المهندس المعماري الفرنسي مارسيل فاڤي، بأسلوب ضم زخارف معمارية غربية وعربية، وتحيط بها الأشجار والحدائق المزهرة، وتمتاز الفيلا بسلالم وممرات، وإضاءة فريدة، وأبواب خشبية فاخرة، وأسلوب جمع بين الطرازات الفنية المعاصرة والكلاسيكية الجديدة، وقام بتأجيرها للقنصلية البلجيكية قبل مغادرته لبيروت. وكانت الفيلا تضم حديقة مليئة بالورود يطلق عليها اليوم (حديقة الورود) وتقام فيها فعاليات إسرائيلية.

### إدعاءات إسرائيل
بعد نكبة عام 1948 فقد العديد من سكان الطالبية العرب بمن فيهم قسطنطين الحق في ممتلكاتهم بسبب قانون أملاك الغائبين الذي فرضته إسرائيل. وسعى قسطنطين لاستعادة ممتلكاته بموجب بند يميز بين الأشخاص الذين غادروا الأراضي الفلسطينية بسبب النكبة والذين تغيبوا لأسباب أخرى ولكنه لم ينجح. ومن ذلك الوقت يدور نزاع بين كيان الإحتلال ودولة بلجيكا حول ملكية هذه الفيلا، لأن بلجيكا ما زالت تدفع الإيجار لورثة سلامة، بينما قام رجل أعمال إسرائيلي بشراء المبنى من كيان الإحتلال بموجب "قانون أملاك الغائبين".